# Ференц Центірмай
Ференц Центірмай (угор. Szentirmai Ferenc — Ференц Сентірмай; нар. 23 листопада 1983) — угорський та український вершник, що спеціалізується на змаганнях з конкуру. Кольори України захищає з 2010 року. Учасник Олімпійських ігор 2016.

## Виступи на Олімпіадах
| Олімпіада | Дисципліна            | Місце |
| --------- | --------------------- | ----- |
| Ріо 2016  | індивідуальний конкур | 68    |
| Ріо 2016  | командний конкур      | 13    |